# Municipio de Santa Cruz de Bravo
El municipio de Santa Cruz de Bravo es uno de los 570 municipios en que se encuentra dividido el estado mexicano de Oaxaca. Localizado en la región Mixteca y su cabecera es el pueblo del mismo nombre.

## Geografía
Santa Cruz de Bravo se encuentra localizado en el noroeste el territorio oaxaqueño, forma parte de la región Mixteca y del distrito de Silacayoapam. Tiene una extensión territorial de 18 435 kilómetros cuadrados que representan apenar el 0.02 % del territorio de Oaxaca. Sus coordenadas geográficas extremas son 17°32′  17°37′ de latitud norte y 98°11′ - 98°15′ de longitud oeste; su altitud va de 2300 a 1400 metros sobre el nivel del mar.
Colinda al norte con el municipio de Santiago Yucuyachi, al este con el municipio de Silacayoápam y al suroeste y sur con el municipio de Calihualá.

## Demografía
La población total del municipio de Santa Cruz de Bravo de acuerdo con el Censo de Población y Vivienda realizado en 2010 por el Instituto Nacional de Estadística y Geografía, es de 364 habitantes, de los que 177 son hombres y 187 son mujeres.
La densidad de población asciende a un total de 15.93 personas por kilómetro cuadrado.

### Localidades
El municipio se encuentra formado por solo una localidad, las principales y su población de acuerdo al censo de 2010 son:
| Localidad           | Población |
| Total Municipio     | 364       |
| Santa Cruz de Bravo | 364       |

## Política
El gobierno del municipio de Santa Cruz de Bravo se rige por principio de usos y costumbres que se encuentra vigente en un total de 424 municipios del estado de Oaxaca y en las cuales la elección de autoridades se realiza mediante las tradiciones locales y sin la intervención de los partidos políticos. 
El ayuntamiento de Santiago del Río está integrado por el presidente municipal, un síndico y el cabildo integrado por tres regidores.

### Representación legislativa
Para la elección de diputados locales al Congreso de Oaxaca y de diputados federales a la Cámara de Diputados federal, el municipio de Santa Cruz de Bravo se encuentra integrado en los siguientes distritos electorales:
Local:
- Distrito electoral local de 6 de Oaxaca con cabecera en Heroica Ciudad de Huajuapan de León.[5]

Federal:
- Distrito electoral federal 6 de Oaxaca con cabecera en Oaxaca de Juárez.[6]